# 第二次君士坦丁堡公會議
第二次君士坦丁堡公會議是於公元553年在君士坦丁堡舉行的第五次基督教大公會議。是次大公会议將「基督一性论」視為異端。教宗拒绝参加此會議，卻在其後核准了此次会议的結果。

## 历史
由于第四次大公会议（即迦克墩公會議）的决议激起了「基督一性论」派的强烈反应，後來更引發暴动，公开反对正统教会。到公元543年，東羅馬帝國皇帝查士丁尼一世在君士坦丁堡地区會議上更发表了十点反对教父俄利根的非正统见解，引發了与「基督一性论」的争论。查士丁尼一世试图调和矛盾，但却因具体措施上犹豫不决而不成功。「基督一性论」派指出教会沒有指責观点与涅斯多留相同的著名教會文章「三章案」。埃及和叙利亚的地方教会因支持「基督一性论」，从大公教会中分离了出去。为了解决分歧和试图挽回分裂，查士丁尼一世決號召舉此大公會議。
是次会议审查「三章案」。結果提出谴责「三章案」，并制定了十四项绝罚条文。「基督一性论」的討論被禁止；「否定复活论」被定为异端。而此會議卻承认天使有等级的觀念，分為三大等级。可惜，此會議未能平息分歧。
此外，大公會議更決議譴責教宗維吉呂散播異端思想，並要求教宗收回相關文獻。維吉呂後更被主持會議的查士丁尼一世驅逐。繼任的教宗柏拉奇一世最後亦正式接受此譴責聲明。

## 具深遠影響的結果
- 強調基督的人性不是独立自存的，基督的身份与圣子的神性位格相联合。
- 將君士坦丁堡教會的地位提高到羅馬教會之上。[1]
- 承认天使有等级之分。